# UGC 6940
 UGC 6940  är en ljussvag spiralgalax i stjärnbilden Stora Björnen. Den ligger granne med M109. 